# Соотношение затрат и доходов
Соотношение затрат и доходов (англ. CIR, Cost/Income Ratio) – это показатель, отражающий эффективность ведения бизнеса.
Рассчитывается как отношение расходов (операционных расходов, cost) за отчетный период к операционной прибыли (операционным доходам, income) и выражается в процентах.
Чем ниже значение показателя, тем более эффективно осуществляет свою деятельность коммерческая организация.

## Применение
Показатель применяется в банковской сфере. Чтобы улучшить значение индикатора, необходимо уменьшить расходы на персонал (включая ФОТ) и резервирование, а также увеличить процентный и комиссионный доход.